# Stazione sanitaria marittima dell'Asinara
La stazione sanitaria marittima quarantenaria dell'Asinara è un edificio storico di Porto Torres.

## Storia
Grande edificio destinato ad ospitare i malati in osservazione e i magazzini della Sanità, durante la prima guerra mondiale transitarono decine di migliaia di prigionieri di guerra austro-ungarici. Nel Novecento fu stazione sanitaria marittima di II classe.

## L'edificio
Si tratta di un edificio di forma rettangolare con finestratura in serie, composto da due piani fuori terra ed uno seminterrato. L'ingresso principale si trova centralmente sul lato lungo. All'interno si trova la grande scala centrale che dà accesso al piano superiore con volta a botte. Su tutti i piani fuori terra si presenta una identica distribuzione degli spazi, se non per la differenza del vano di ingresso, sostituito al piano superiore da una camera.